# Liebenburg
Liebenburg là một đô thị ở huyện Goslar, trong bang Niedersachsen, Đức. Đô thị này có diện tích 78,73 km². Đô thị này có cự ly khoảng 12 km về phía bắc của Goslar.
Các khu vực dân cư:
- Dörnten (1.475 dân)
- Groß Döhren (1.134 dân)
- Heißum (384)
- Klein Döhren (499)
- Klein Mahner (372)
- Liebenburg (2.729)
- Neuenkirchen (268)
- Ostharingen (314)
- Othfresen (2.302)
- Upen (448)